# Plebania kościoła Matki Boskiej Zwycięskiej w Toruniu
Plebania kościoła Matki Boskiej Zwycięskiej w Toruniu – dawna pastorówka, obecnie plebania kościoła Matki Boskiej Zwycięskiej w Toruniu, położona przy ul. Podgórnej 76.
Plebania wraz z kościołem została wybudowana z inicjatywy pastora Reinholda Heuera. Działa pod budowę została kupiona w 1900 roku. Projekt plebanii wykonał Julius Grosser, dyrektor Kleintje’sche Terraingesellschaft. Plebania została wybudowana w sierpniu 1904 roku. Po przejęciu kościoła i plebanii przez parafię Chrystusa Króla w budynku mieścił się nowicjat sióstr elżbietanek. W 1950 roku władze komunistyczne przejęły budynek i urządził w nim żłobek. W 1989 roku plebania została przekazana parafii Matki Boskiej Zwycięskiej.
Plebania figuruje w gminnej ewidencji zabytków (nr 85).